# Betta apollon
Betta apollon е вид бодлоперка от семейство Osphronemidae.

## Разпространение
Видът е разпространен в Тайланд.

## Описание
На дължина достигат до 5,1 cm.